# Suga (rapper)
Suga (* 9. března 1993 Tegu, Jižní Korea), vlastním jménem Min Jun-ki (korejsky 민윤기, anglický přepis: Min Yoon-gi), známý též jako Agust D, je jihokorejský rapper, textař a producent. V roce 2013 debutoval jako člen jihokorejské skupiny BTS pod vedením Big Hit Music. V roce 2016 vydal svou první mixtape Agust D, v roce 2020 následovala jeho druhá mixtape s názvem D-2 a v roce 2023 třetí a poslední mixtape D-Day.
Jako člen Korea Music Copyright Association má kredit u více než 100 singlů. V roce 2017 vyhrál cenu pro nejlepšího producenta za singl „Wine“ na Melon Music Awards v kategorii Soul/R&B a dosáhl na druhé místo na Gaeon Music Chart.
V roce 2018 byl společně s ostatními členy BTS oceněn prezidentem Jižní Koreje Hwangwan Order of Cultural Merit páté třídy.

## Život a kariéra
Min Yoon-Gi se narodil 9. března 1993 v Tegu v Jižní Koreji. Je mladším ze dvou synů. Na škole hrál basketbal. K rozhodnutí stát se rapperem došel po poslechu skupiny Epik High.
Už ve 13 letech začal s psaním textů a učením se prací s MIDI. Jeho rodičům se nelíbilo, že chtěl být rapper, proto své texty psal sám a nikomu o tom neřekl. V 17 letech již komponoval, produkoval, rappoval a vystupoval. Než podepsal smlouvu s Big Hit Entertainment, vystupoval pod jménem Gloss v undergroundové rappové scéně. Byl součástí hip-hopové skupiny D-Town a je producentem songu "518-062" o povstání v Gwangju roku 1980.

### BTS: 2013 – přítomnost
Původně přijatý jako producent, trénoval Suga tři roky pod vedením Big Hit Entertainment společně s dalšími členy BTS, jimiž jsou J-Hope a RM. Debutoval jako člen BTS v programu M Countdown na stanici Mnet s písní „No More Dream“ z jejich debutového alba 2 Cool 4 Skool. Účastnil se jak produkce, tak psaní textu pro množství písní na všech BTS albech.
Později přiznal, že, když roku 2012 pracoval jako poslíček, stal se účastníkem autonehody. Řidič, který jej srazil, z místa nehody ujel. Yoongiho rameno bylo vykloubeno, ale společnosti nic neřekl, jelikož se bál, že by jej společnost propustila. Později jim to ale řekl a oni mu zaplatili jeho studium. Od té doby se Yoongi potýkal s bolestmi, chodil na obstřiky a rehabilitace, na určitých záznamech z vystoupení je například vidět, že kvůli bolestem s rukou téměř nehýbe. 3. listopadu 2020 podstoupil operaci, a proto se neúčastnil následujících aktivit BTS.

### Sólo projekty: 2016 – přítomnost
15. srpna 2016 pod přezdívkou Agust D vydal svou první stejnojmennou mixtape. Sychravé a upřímné přiznání jeho bojů s depresí a sociální fobií. Pro dva singly, "Agust D" a "Give It To Me", byla zveřejněna music videa na YouTube. V písni "The Last" mimo tyto skutečnosti zmiňuje i nenávistné komentáře, podceňování a zranění ramene.
V roce 2017 složil singl „Wine“ pro zpěvačku Suran, která s ním dříve spolupracovala na písni z jeho mixtape. Když byla u něj ve studiu, uslyšela hrubou verzi, o niž pak následně požádala. Píseň se v Jižní Koreji stala hitem a vyhrála nejlepší Soul/R&B píseň roku na Melon Music Awards 2. prosince 2017.
22. ledna 2019 mu vyšel rap feature na písni „Song Request“ zpěvačky Lee So-ra. Píseň byla napsána Yoon-gim a Tablem, který ji také produkoval. Suga také produkoval píseň na albu Epik High, Sleepless in extended play nazvanou „Eternal Sunshine“.
22. května 2020 vydal svou druhou Mixtape s názvem D-2, s klipem k hlavnímu singlu "Daechwita (대취타). Tentokrát porovnává, čím vším si od své první Mixtape prošel. Zároveň se však vrací do starých kolejí a kritizuje, jak tento svět funguje. D-2 debutovalo na 11. místě v Billboard 200, na 7. místě na Official UK chart a 2. místě na ARIA chart (Austrálie). Hodně kontroverze se objevilo v jedné z písní, "What do you think?", kde použil sample z proslovu Jima Jonese, zakladatele sekty Chrám lidu a aktéra největší masové sebevraždy v dějinách. BigHit následně nechal píseň smazat a znovu nahrát, tentokrát bez samplu.

## Jméno
Umělecké jméno Suga (슈가) je odvozeno od prvních slabik pojmenování pozice v basketbale, na které hrál jako student, „shooting guard“. Pro vydání své mixtape využil jméno Agust D, ve kterém písmena DT označují jeho rodné město, Daegu Town, a „Agus“ je „Suga“ napsáno obráceně.

## Osobní život
Momentálně (2019) žije v Hannam-dong v Soulu.

### Osobní názory a přesvědčení
Yoon-gi veřejně podporuje LGBTQ+ komunitu a otevřeně mluví o problémech týkajících se duševního zdraví.
Opakovaně daruje peníze sirotčincům a charitám, jako je Korea Pediatric Cancer Foundation. Společně s ostatními členy BTS jsou ambasadory kampaně Love Yourself pořádané organizací UNICEF. Během koronavirové krize osobně věnoval 100 milionů korejských wonů (cca 2 miliony korun) na podporu Hope Bridge Korea Disaster Relief Association v boji s nákazou.

## Ocenění a nominace
| Rok  | Nominace           | Kategorie | Nominováno                                    | Výsledek |
| ---- | ------------------ | --------- | --------------------------------------------- | -------- |
| 2017 | Melon Music Awards | Hot Trend | Suran (zpěvačka) a Suga (producent) za „Wine“ | Výhra    |

## Diskografie
| Název   | Datum vydání    | Seznam skladeb |
| ------- | --------------- | --- |
| Agust D | 15. srpna 2016  | 1. Intro: Dt sugA (feat. DJ Friz) 2. Agust D 3. give it to me 4. skit 5. 724148 (치리사일사팔) 6. 140503 at dawn (140503 새벽에) 7. The Last (마지막) 8. Tony Montana (feat. Yankie) 9. Interlude; Dream, Reality 10. so far away (feat. Suran)                                                                          |
| D-2     | 22. května 2020 | 1. Moonlight (저 달) 2. Daechwita (대취타) 3. What do you think? (어떻게 생각해?) 4. Strange (feat RM of BTS) (이상하지 않은가) 5. 28 (feat. NiiHWA) (점점 어른이 되나봐) 6. Burn It (feat. MAX) 7. People (사람) 8. Honsool (혼술) 9. Interlude: Set me free 10. Dear my friend (feat. Kim Jong-wan of NELL) (어땠을까) |

## Filmografie
| Rok  | Název           | Délka | Režisér             | Poznámka                   |
| ---- | --------------- | ----- | ------------------- | -------------------------- |
| 2016 | „Agust D“       | 3:06  | Sung-wook Kim (OUI) | vydáno pod aliasem Agust D |
| 2016 | „Give It To Me“ | 2:34  | Sung-wook Kim (OUI) | vydáno pod aliasem Agust D |